# Menara Astra
El Menara Astra es un rascacielos ubicado en Yakarta, la capital de Indonesia. Su construcción comenzó en 2013 y terminó en 2017. Con 235 metros, es el cuarto más alto de Yakarta.

## Características
Es un edificio de oficinas con 63 pisos que incluye un helipuerto privado. El podio de la torre tiene un área de venta minorista y un patio de comidas, así como una sala de conferencias con capacidad para 1.000 personas. También cuenta con una sala de exposición Toyota que ocupa su primer piso.
En el mismo complejo con la torre de oficinas se encuentran Anandamaya Residences con un área de terreno de 2,4 hectáreas, que también tiene 3 torres residenciales llamadas Anandamaya Residences 1, 2 y 3. Los proyectos costaron 600 millones de dólares.